# Sun Valley (Texas)
Pour les articles homonymes, voir Sun Valley.
Sun Valley est une ville située au centre du comté de Lamar , au Texas, aux États-Unis,. La ville de Sun Valley est en banlieue Est de la ville de Paris.

## Démographie
Lors du recensement de 2010, la ville comptait une population de 69 habitants. Elle est estimée, en 2015, à 68 habitants.

### Source de la traduction
- (en) Cet article est partiellement ou en totalité issu de l’article de Wikipédia en anglais intitulé « Sun Valley, Texas » (voir la liste des auteurs).